# 蘇斯博士
希奧多·蘇斯·蓋索（英語：Theodor Seuss Geisel，1904年3月2日—1991年9月24日），也常譯作西奧多·蘇斯·蓋澤爾，較常使用蘇斯博士（Dr. Seuss）為筆名。是美國著名的作家及漫畫家，以兒童繪本最出名。

## 生平
他在達特茅斯學院曾因喝酒被處罰，取得學士學位後，到英國牛津大學取得英國文學博士。他在牛津的老師建議他去創作而非教學。1937年出版第一本繪本《我在桑樹街看到的一切》（And to think That I saw it on Mulberry Street）

## 主要作品
蘇斯博士的作品主要以兒童繪畫書本為主，而且每部作品都有運用有趣押韻。
- 我在桑樹街看到的一切（1937）
- 大象荷頓在孵蛋（Horton Hatches the Egg，1940）
- 荷頓奇遇記（Horton Hears a Who!，1954）
- 帽子里的猫（The Cat in the Hat，1957）
- 鬼靈精（How the Grinch Stole Christmas!，1957）
- 綠火腿加蛋（Green Eggs and Ham，1960）
- 老雷斯的故事（The Lorax，1971）[3]
- 你要前往的地方！（Oh, the Places You'll Go!，1990）

## 荣誉
- 1948、1950、1951年凱迪克榮譽獎
- 普林斯頓大學榮譽學位（Princeton honorary degree，1985）
- 1984年普立茲特別表彰獎（Pulitzer Prize Special Citations and Awards）
- 兩座奧斯卡獎

## 爭議
由於插圖涉及種族歧視，2021年，負責出版蘇斯博士著作的蘇斯博士企業宣布停止出版他的六本著作：《我在桑樹街看到的一切》、《如果我來經營動物園》（If I Ran the Zoo） 、《麥克萊格的水池》（McElligot's Pool）、《超越斑馬》（On Beyond Zebra!）、《超級炒雞蛋》（Scrambled Eggs Super!）、貓咪大猜謎（The Cat's Quizzer）。

## 外部連結
- （英文） Welcome To Seussville! （页面存档备份，存于）
- Dr. Seuss biography （页面存档备份，存于） on Lambiek Comiclopedia
- Dr. Seuss Went to War: A Catalog of Political Cartoons by Dr. Seuss
- The Advertising Artwork of Dr. Seuss （页面存档备份，存于）
- The Register of Dr. Seuss Collection UC San Diego
- Eugene Hotchkiss III. . lakeforest.edu. Spring 2004  [November 10, 2011]. （原始内容存档于2004年8月14日）.
- Dr. Seuss / Theodor Geisel artwork can be viewed at American Art Archives web site
- Dr. Seuss在互联网电影资料库（IMDb）上的資料（英文）
- A Tale of Two Cartoonists（页面存档备份，存于）, Hugh Turley, Hyattsville Life and Times, April 2009